# Брынзов, Иван Николаевич
Иван Николаевич Брынзов (настоящее имя— Исаак Наумович Шмульзон; 24 декабря или 25 декабря 1901 — 29 марта 1953) — советский военачальник, генерал-майор инженерных войск (01.09.1943), участник Гражданской и Великой Отечественной войны.

## Биография
Родился 24 или 25 декабря 1901 в Новограде-Волынском. Обучался в гимназии, которую закончил в 1918. 
В 1919 добровольцем ушел в Красную армию, участвовал в Гражданской войне. В  1934 году окончил командно-инженерный факультет ВИА РККА. В 1938 стал начальником Курсов усовершенствования командно-начальствующего состава инженерных войск Красной Армии. 
В апреле-августе 1942 занимал должность командира 3-й сапёрной армии. 
В период 1942-1944 занимал должности заместителя командующего: 1-й; 62-й и 2-й гвардейской армий. 
В период  1944-1946 годах занимал должность заместителя начальника Военной инженерной академии им. В.В. Куйбышева. 
1947 году окончил Высшие курсы при Военной академии Генерального штаба им. К.Е. Ворошилова и был назначен старшим преподавателем академии Генерального штаба.
Скончался 29 марта 1953 года в Москве. Похоронен на Ваганьковском кладбище.

## Награды
- Орден Ленина (21.02.1945)
- 3 ордена Красного Знамени (19.06.1943, 3.11.1944, 15.11.1950)
- Орден Кутузова II степени (16.05.1944)
- Орден Отечественной войны I степени (17.09.1943)
- Орден Красной Звезды
- Медаль «За боевые заслуги» (11.04.1940)
- Ряд других медалей